# Provinz Modena
Die Provinz Modena (italienisch Provincia di Modena) ist eine italienische Provinz der Region Emilia-Romagna. Sie hat 706.445 Einwohner (Stand 31. Dezember 2023) in 47 Gemeinden auf einer Fläche von 2.690 km². Hauptort und Sitz der Verwaltungseinheit ist Modena.
Die Provinz grenzt im Norden an die Lombardei, im Osten an die Provinz Ferrara und die Metropolitanstadt Bologna, im Süden an die Toskana und im Westen an die Provinz Reggio Emilia.

## Größte Gemeinden
(Stand 31. Dezember 2023)
| Gemeinde              | Einwohner |
| --------------------- | --------- |
| Modena                | 184.597   |
| Carpi                 | 72.523    |
| Sassuolo              | 40.996    |
| Formigine             | 34.478    |
| Castelfranco Emilia   | 33.364    |
| Vignola               | 25.999    |
| Mirandola             | 24.395    |
| Maranello             | 17.278    |
| Pavullo nel Frignano  | 18.268    |
| Fiorano Modenese      | 16.754    |
| Nonantola             | 16.110    |
| Soliera               | 15.579    |
| Finale Emilia         | 15.142    |
| Castelnuovo Rangone   | 15.058    |
| Spilamberto           | 12.945    |
| Castelvetro di Modena | 11.078    |
| San Felice sul Panaro | 10.827    |
| Novi di Modena        | 10.165    |